# Tongling
Tongling (cinese: 铜陵; pinyin: Tónglíng) è una città con status di prefettura della provincia di Anhui, in Cina.

## Geografia antropica

### Suddivisioni amministrative
La prefettura di Tongling è a sua volta divisa in 3 distretti e 1 contea.

## Amministrazione

### Gemellaggi
- Varese
- Borough of Halton
- Leiria
- Skellefteå
- Antofagasta

## Distretti
- Distretto di Tongguan
- Distretto di Yuejiang
- Distretto di Yi'an
- Contea di Zongyang